# St. Oswald (Hörlbach)

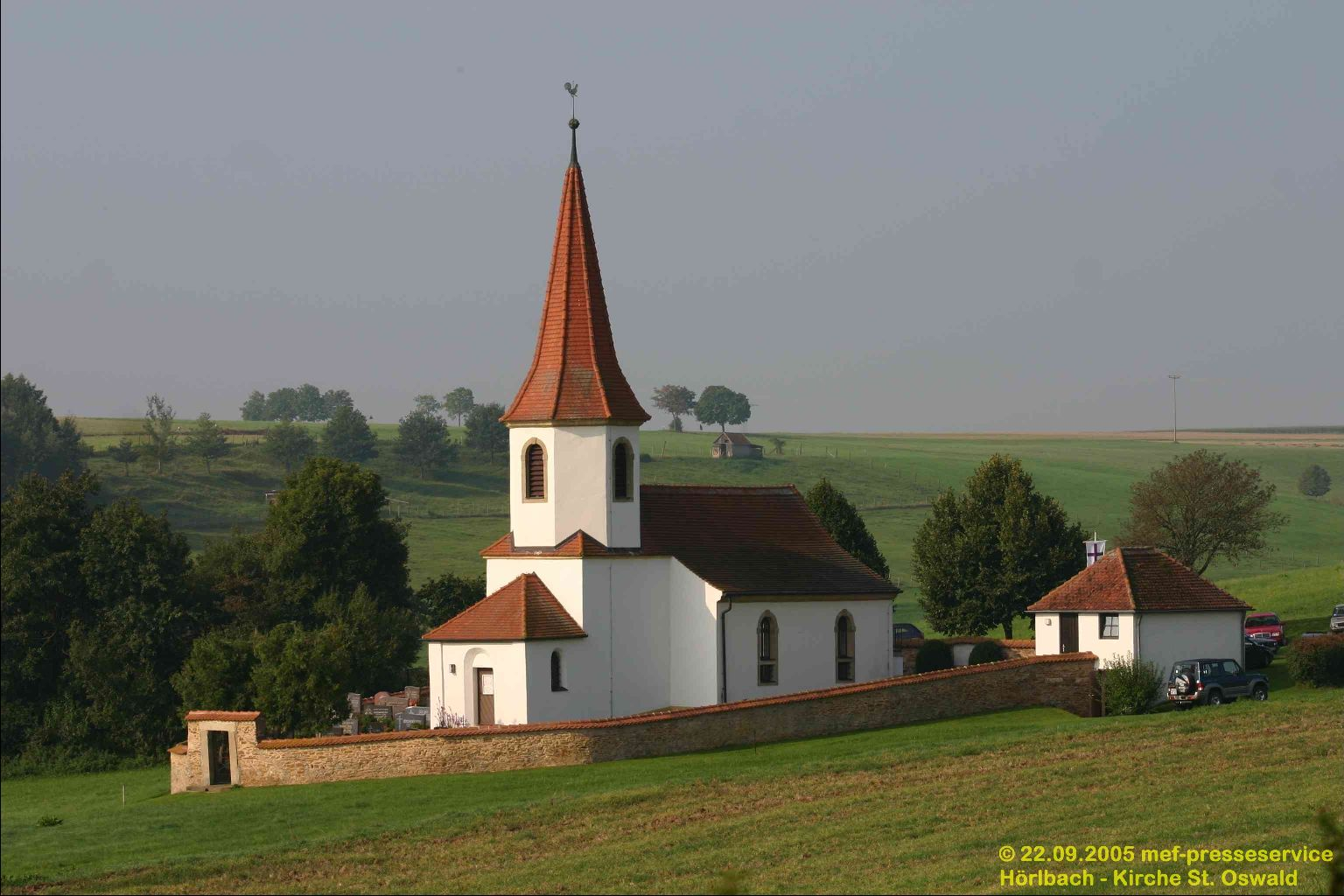
Die St.-Oswald-Kirche nahe Hörlbach, aufgenommen 2005

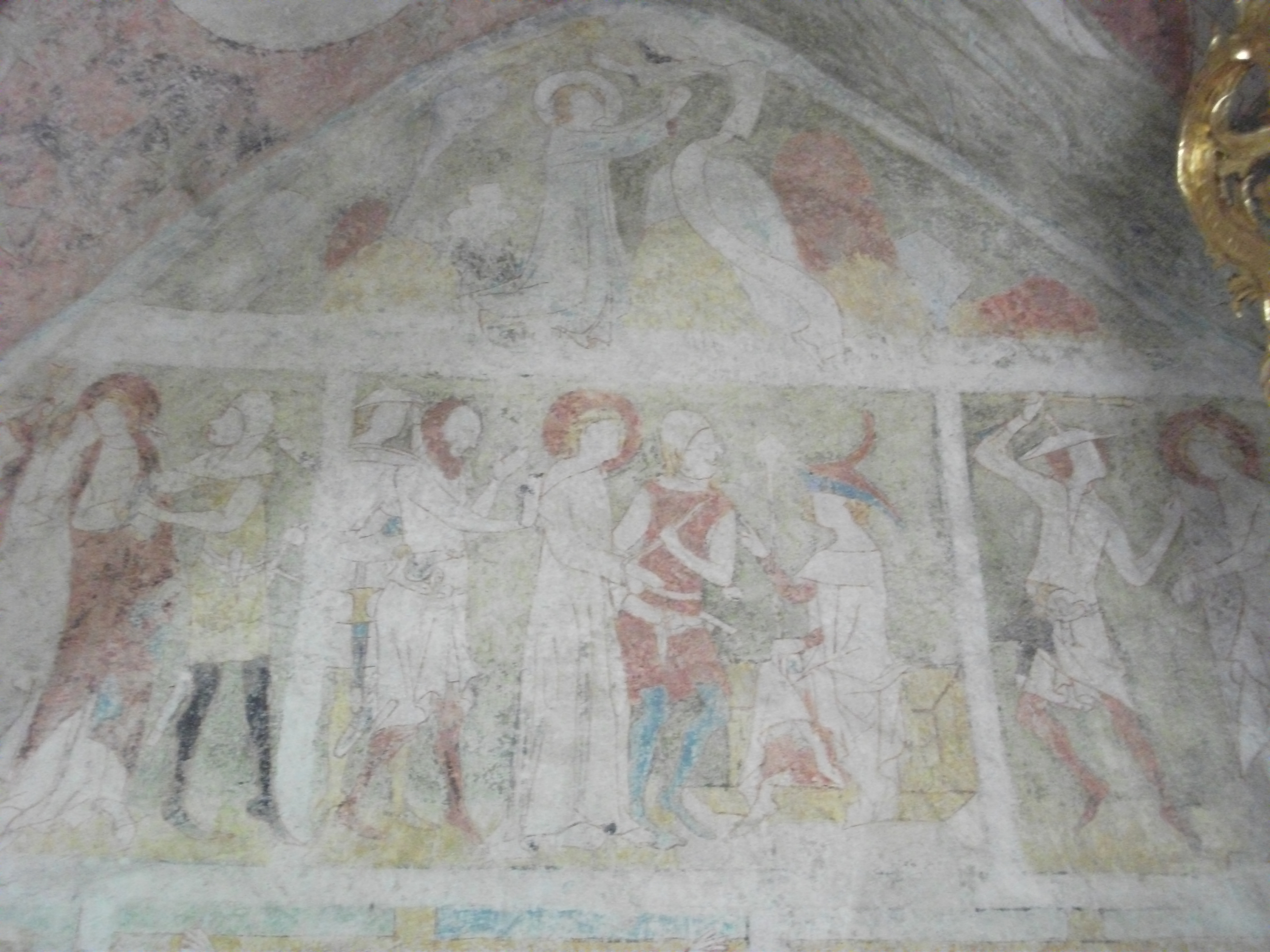
Fresken im Inneren der Kirche

Die St.-Oswald-Kirche ist ein evangelisch-lutherisches Kirchengebäude bei Hörlbach, einem Gemeindeteil der mittelfränkischen Stadt Ellingen im Landkreis Weißenburg-Gunzenhausen. Das Bauwerk ist unter der Denkmalnummer D-5-77-125-147 als Baudenkmal in die Bayerische Denkmalliste eingetragen. Die mittelalterlichen und frühneuzeitlichen untertägigen Bestandteile der Kirche sind zusätzlich als Bodendenkmal (Nummer: D-5-6931-0483) eingetragen. Das Patrozinium der Kirche ist der hl. Oswald. Sie bildet eine Filialkirche der Christuskirche in Ellingen.
Die Chorturmkirche steht etwa 300 Meter außerhalb des Dorfes umgeben von Wiesen und Feldern in einer Talmulde auf einer Höhe von 411 Metern über NHN, nahe dem Hörleinsgraben an der Straße nach Massenbach.
Am 9. Juni 1255 wurde sie erstmals urkundlich erwähnt, 1537 wurde sie protestantisch. Zunächst gehörte die Kirche zum Kloster Wülzburg, von 1538 bis 1929 gehörte Hörlbach kirchlich zu Höttingen, von 1929 bis 1942 zur Stadt Weißenburg in Bayern. Von 1967 und 1983 wurde die Kirche saniert. Das Gebäude bildet eine in Form der Gotik erbaute Chorturmkirche, deren aus dem 14. Jahrhundert stammender Kirchturm im 18. Jahrhundert ein oktogonales Obergeschoss mit einem Spitzhelm erhielt. 1711 erfolgte ein Umbau des flachgedeckten Langhauses. Die Sakristei entstand 1835. 1913 wurde die Kirche auf der Nordseite erweitert. Dabei wurden im kreuzrippengewölbten Chor frühgotische Fresken entdeckt, die 1921 konserviert wurden. Sie zeigen Evangelistensymbole, Verkündung, Gnadenstuhl, Jesus als Weltenrichter und Passionsszenen. Der Altar ist von 1711 und zeigt das Abendmahl Jesu. Die Sakramentsnische stammt aus dem 15. Jahrhundert.
1993 ereignete sich in der Kirche ein Chemieunfall. Das Gebäude war verseucht und nicht mehr betretbar. Fresken, Altar und Kanzel waren gefährdet, Vasa Sacra und die Steinmeyer-Orgel von 1899 unwiederbringlich zerstört. Durch große Zuschüsse wurde die Kirche unter Leitung des Hochbauamtes Ansbach renoviert. Die Wieder-Einweihung erfolgte im Jahr 2000. Die zerstörte Orgel wurde 2001 durch eine neue Orgel der Firma Lutz ersetzt.